# Мовчазне ставлення
Мовчазне ставлення — це відмова від усного та листового спілкування з тим, хто намагається спілкуватися або провокувати відповідь. Це може варіюватися від простої образи до зловмисної образливої контролюючої поведінки. Це може бути пасивно-агресивна форма емоційного насильства, в якій незадоволення, несхвалення та зневага демонструються невербальними жестами, зберігаючи вербальне мовчання. Клінічний психолог Гарієт Брейкер визначає це як форму маніпулятивного покарання. Це може використовуватися як форма соціального відчуження; за словами соціального психолога Кіплінґа Вільямса, це найпоширеніша форма остракізму.

## Походження терміна
Термін походить від «ставлення» до особи за допомогою мовчання, яке було розповсюдженим у в'язницях у 19 столітті. Після тюремної реформи 1835 року, мовчання використовувалося у в'язницях як альтернативу фізичним покаранням  оскільки вважалося, що заборона ув'язненим говорити, називати їх по номеру, а не на ім'я, змушування їх закривати обличчя, щоб вони не могли бачити один одного — спонукатиме до роздумів над своїми злочинами.

## На робочому місці
Дослідження Інституту знущань на робочому місці свідчать про те, що «використання мовчазного ставлення, щоб позбутися та відокремитися від інших» є четвертою за поширеністю серед усіх тактик знущань на робочому місці, про які повідомляється в 64 відсотках випадків знущань на робочому місці. Мовчазне ставлення є визнаною формою пригнічуваного нагляду. Інші форми включають: нагадування жертві про минулі невдачі, ненадання належної оцінки, неправомірне присвоєння провини або емоційне вибухання в нападах гніву.

## Тактичне ігнорування
Мовчання та відсутність відповіді – це не лише пасивно-агресивна форма маніпуляції та пошуку уваги; це також можна використовувати як інструменти для просування зміни у поведінці другої особи. Тактичне ігнорування — це стратегія, коли особа не подає зовнішніх ознак розпізнавання поведінки, наприклад відсутність зорового контакту, вербальної чи фізичної відповіді або підтвердження того, що повідомлення було прочитано. Однак це дуже активний процес, оскільки особа продовжує чітко усвідомлювати свою поведінку та стежить за індивідом, за тим, що він планує, і забезпечує свою безпеку або безпеку інших. Це техніка, яка часто використовується у стосунках між батьками та дітьми та схожа на мовчазне ставлення, оскільки тактичне ігнорування є технікою управління поведінкою, яка, якщо її правильно застосувати, може передати повідомлення про те, що поведінка людини не призведе до бажаного результату. Це також може призвести до зменшення небажаної поведінки.
Одним із принципів тактичного ігнорування є аналіз поведінки, щоб побачити повідомлення, яке передає особа. Це повідомлення, потреба в приверненні уваги або отримання реакції, вимагає відповіді. Мета полягає в тому, щоб надати людині позитивну та якісну увагу для демонстрації належної поведінки або для уникнення небажаної поведінки. Коли людина демонструє небажану поведінку, щоб привернути увагу, тактична стратегія ігнорування полягає в ігноруванні цієї поведінки. Ця стратегія використовує ту саму основу, що й підтримка позитивної поведінки та прикладний аналіз поведінки, оскільки позитивна поведінка заохочується за допомогою підкріплення, а небажана поведінка заохочується за допомогою негативного підкріплення або покарання. Використання тактичного ігнорування навчається під час тренінґів з батьківського менеджменту, але воно також підходить для зміни або уникнення поведінки дорослих.
Тактичне ігнорування може бути одним з елементів плану управління поведінкою, коли розглядаються різноманітні складні поведінки. Оскільки це метод, який передбачає відсутність відповіді на небажану поведінку, свою реакцію слід доповнювати диференціальним підкріпленням, як це видно у навчанні функціонального спілкування, процедурі навчання більш відповідній поведінці привернення уваги. Заплановане ігнорування може бути використано для помірного та слабкого впливу з точки зору допомоги поведінковим проблемам, що виникають через привернення уваги або боротьбу за владу. Боротьба за владу – це коли дитина відмовляється щось робити, і це безперервна боротьба за те, щоб дитина підкорилася.